# إد بيرس (سياسي)
إد بيرس هو سياسي أمريكي، ولد في 1872 في إلينوي في الولايات المتحدة، وتوفي في 24 ديسمبر 1947 في سبوكين في الولايات المتحدة. انتخب عضو مجلس ولاية واشنطن ‏.